# Rachel Sheherazade
Rachel Sheherazade Barbosa (João Pessoa, 5 de septiembre de 1973) es una periodista brasileña.

## Biografía
Formada en Periodismo por la Universidad Federal de Paraíba (UFPB), está cumpliendo el Tribunal de Justicia de la Paraíba Valle desde 1994 (actualmente con licencia). Comenzó su carrera trabajando en televisión, TV Correio paraibana red de afiliados. Unos meses después, fue invitada a la televisión por TV Cabo Branco, filial de Rede Globo en el Estado. Ya en 2003, se convirtió en el presentador de Tambaú Notícias, noticiero de TV Tambaú, filial de SBT.
Rachel es conocida por diversas críticas sobre varios temas, entre ellos los vídeos de sus observaciones ha ganado el mundo, y no está doblada con subtítulos en varios idiomas. En febrero de 2011, cuando todavía trabajaba en la televisión Tambau, criticó duramente al Carnaval en Paraíba. El video fue publicado en YouTube, haciendo con que la presentadora ganó proyección nacional. Con esto, la presentadora fue invitado por Silvio Santos para ir a la matriz del SBT, en São Paulo.
Desde entonces, divide la banqueta de la SBT Brasil, principal noticias la emisora, con Joseval Peixoto, de lunes a viernes.

## Polémica
En 30 de noviembre de 2012, sobre el mensaje "alabado sea Dios" en las notas de real, el presentador dice que los proponentes de secularismo radical y antirreligioso son ingratos con el Cristianismo, que, según ella, es el responsable de principios como la libertad, la honestidad, el respeto y la justicia. "Al menos es una ingratitud la doctrina que inspira nuestra cultura, nuestros valores, e incluso nuestra propia Constitución promulgada bajo la protección de Dios." También afirmó que "el próximo objetivo de la secularización tendencias" será la Constitución, de ahí a tratar de obtener la referencia a Dios. "Pero no hay suficiente una simple acción civil, (porque) tendrán que modificar la Constitución".
El 20 de marzo de 2013, causó controversia en internet tras defender la libertad de expresión y de religión del pastor y congresista Marco Feliciano, afirmando que él tiene el derecho de expresar sus opiniones y que fue elegido democráticamente.
En 26 de diciembre de 2013, en Facebook el filósofo Paulo Ghiraldelli Jr. , profesor de filosofía de la Universidad Federal Rural de Río de Janeiro, se publicó el siguiente mensaje: "Mi deseo para 2014: que Rachel Sherazedo sea violadas". Tan pronto como se fue, a continuación, envía otro mensaje con el mismo contenido: "deseos para 2014: a Rachel Sherazedo un abrazo bien fuerte, después de ser violada por un tamandua".
Ghiraldelli Jr. dice no ser el autor de los votos que Rachel Sheherazade sea violada en el año 2014, afirmando que su Facebook habría sido invadido por piratas informáticos y borró los mensajes de incitación a la violencia contra el periodista. Ghiraldelli Jr. también negó ser el autor de otros puestos antigua irónicamente Sheherazade, en sus cuentas en Twitter y Facebook.
El 4 de febrero de 2014, Raquel defendió la acción de un grupo de hombres jóvenes que golpearon a un ladrón fue detenido por el cuello a un poste con una correa de bicicleta, diciendo que "la actitud de los vengadores es comprensible". Rachel dice que los derechos humanos sólo defienden ladrones. El Sindicato de Periodistas Profesionales del municipio de Río de Janeiro y en su Comisión de Ética emitió nota de repudio habla de la periodista, decir que ha violado el Código de Ética para incitar a la violencia y el delito, y de desprecio de los Derechos Humanos.